# Лудвиг Кристиан фон Щолберг-Гедерн
Лудвиг Кристиан фон Щолберг-Гедерн (на немски: Ludwig Christian zu Stolberg-Gedern; * 8 септември 1652, Илзенбург; † 27 август 1710, Гедерн) от фамилията Щолберг, е граф от Графство Щолберг в Гедерн, Шварца и част от Хонщай (1677). Чрез дъщеря си Фердинанда Хенриета той е прародител на британската кралица Виктория.

## Произход и наследство
Той е син на граф Хайнрих Ернст I фон Щолберг-Вернигероде (1593 – 1672), основател на „старата главна линия на Дом Щолберг“, и съпругата му Анна Елизабет фон Щолберг-Вернигероде|Анна Елизабет фон Щолберг-Ортенберг (1624 – 1668), дъщеря на граф Хайнрих Фолрад цу Щолберг-Вернигероде.
Родът Дом Щолберг се дели 1645 г. на старата главна линия Щолберг-Вернигероде и младата главна линия Щолберг-Щолберг. От Щолберг-Вернигероде се отделят през началото на 18 век линиите Щолберг-Гедерн (до 1804) и Щолберг-Шварца (до 1748). Щолберг-Щолберг се дели през 1706 г. на двете линии Щолберг-Щолберг и Щолберг-Росла.
Брат му Ернст цу Щолберг (1650 – 1710) управлява графството Вернигероде и е наследен от племенника му Кристиан Ернст, според завещанието от 23 януари 1699 г. на баща му граф Лудвиг Кристиан.

## Фамилия
Първи брак: на 26 септември 1680 г. в Нойенщайн ам Кохер с херцогиня София Доротея фон Вюртемберг-Нойенщат (* 26 септември 1658; † 23 юли 1681, Гедерн), дъщеря на херцог Фридрих фон Вюртемберг-Нойенщат (1615 – 1682) и съпругата му Клара Августа фон Брауншвайг-Волфенбютел (1632 – 1700). Те имат един син роден и умрял през 1681 г.
Втори брак: на 14 май 1683 г. в Гюстров с херцогиня Кристина фон Мекленбург-Гюстров (* 14 август 1663; † 3 август 1749), дъщеря на херцог Густав Адолф фон Мекленбург-Гюстров и съпругата му Магдалена Сибила фон Шлезвиг-Холщайн-Готорп. Те имат децата:
- син (1684), близнак на дъщеря
- Густав Адолф (1684)
- Густав Ернст (1685 – 1689)
- Фридерика Шарлота (1686 – 1739), омъжена за граф Фридрих Ернст фон Золмс-Лаубах (1671 – 1723)
- Кристиана Луиза (1688 – 1691)
- Емилия Августа (1687 – 1730), омъжена на 1 октомври 1709 г. за граф Йост Кристиан фон Щолберг-Росла (1676 – 1739)
- София Кристиана
- Карл Лудвиг (1689 – 1691), близнак на Албертина Антония
- Албертина Антония (1689 – 1691)
- Густава Магдалена (1690 – 1691)
- Августа Мария (1691)
- Кристиан Ернст (1691 – 1771), граф на Щолберг-Вернигероде, във Вернигероде 1710, в Шварца 1748, женен на 31 март 1712 в Гелден за графиня София Шарлота фон Лайнинген-Вестербург (1695 – 1762)
- Кристина Елеанора (1692 – 1745), омъжена на 8 август 1708 г. в Гедерн за граф Ернст Казимир I фон Изенбург-Бюдинген-Бюдинген (1687 – 1749)
- Фридрих Карл (1693 – 1767), от 1742 г. княз на Щолберг-Гедерн, женен на 22 септември 1719 г. в Лоренцен за принцеса Луиза фон Насау-Саарбрюкен (1705 – 1766), дъщеря на граф Лудвиг Крафт фон Насау-Саарбрюкен
- Ернестина Вилхелмина (1695 – 1759), омъжена на 13 декември 1725 г. за граф Фердинанд Максимилиан II фон Изенбург-Бюдинген във Вехтерсбах (1692 – 1755)
- Фридерика Луиза (1696 – 1697)
- Лудвиг Адолф (1697 – 1697), близнак на Хайнрих Август
- Хайнрих Август (1697 – 1748), граф фон Шолберг-Шварца, женен I. за графиня Ернестина Ройс фон Унтер-Грайц (1705 – 1728), II. за Фридерика Шарлота фон Хоенлое-Ингелфинген (1707 – 1782)
- София Христиана (1698 – 1771)
- Фердинанда Хенриета (1699 – 1750), омъжена на 15 декември 1719 г. в Гедерн за граф Георг Август фон Ербах-Шьонберг (1691 – 1758)
- Рудолф Лебрехт (1701 – 1702)
- Лудвиг Христиан (1701), близнак на Рудолф Лебрехт
- Августа Мария (1702 – 1768), монахиня в манастир Герфорд
- Каролина Адолфина (1704 – 1707)
- Филипина Луиза (1705 – 1744), омъжена за граф Вилхелм Мориц II фон Изенбург-Бюдинген-Филипсайх (1688 – 1772)